# Karl von Strauch
Karl Friedrich von Strauch (* 1804; † 6. Mai 1872 in Schleiz) war ein deutscher Verwaltungsbeamter im Fürstentum Reuß jüngerer Linie.

## Leben
Karl von Strauch studierte an der Universität Leipzig und der Universität Jena Rechtswissenschaft. 1825 wurde er Mitglied des Corps Saxonia Leipzig. 1827 schloss er sich auch dem Corps Saxonia Jena an. Nach dem Studium trat er in den Staatsdienst des Fürstentums Reuß jüngerer Linie ein. Er wurde Landrat im Landkreis Schleiz.

## Auszeichnungen
- Zivil-Ehrenkreuz (Reuß) 1. Klasse[3]
- Roter Adlerorden 3. Klasse[3]